# 田健
田健（1932年—2000年），男，山东肥城人，中华人民共和国政治人物，曾任中共山东省委统战部部长兼山东省社会主义学院院长，山东省政协副主席。

## 家族
堂兄田纪云。